# بندر مه‌آلود (فیلم ۱۳۷۱)
بندر مه‌آلود فیلمی به کارگردانی امیر قویدل و نویسندگی اصغر عبدالهی، حسن قلی‌زاده و امیر قویدل محصول سال ۱۳۷۱ است.

## خلاصه
عبود، جوان کولی جنوبی، در شمال کشور به قتل می‌رسد و صیاد سالخورده‌ای به نام تراب (میرمحمد تجدد) در مظن اتهام قرار می‌گیرد. تراب هنگام خروج از کشور در پل مرزی آستارا توسط یک افسر تجسس (فرامرز قریبیان)، که داماد اوست، بازداشت می‌شود. افسر در تحقیقات خود در جنوب از همسر عبود می‌خواهد که برای تشخیص هویت مقتول به شمال برود. تراب توسط رضا (محمد برسوزیان) که قاتل عبود است، از پا درمی آید. تحقیقات روشن می‌کند که عبود سال‌ها قبل دخترش را به سناتوری (نرسی کرکیا) فروخته و همسر عبود تصمیم گرفته است دختر را که با همسر سناتور زندگی می‌کند نزد خود بازگرداند. افسر که به رضا بدگمان شده است قصد جلب او را دارد، اما رضا می‌گریزد و پس از دستگیری، درحالی که مجروح شده است، اعتراف می‌کند که سناتور طراح اصلی قتل بوده است. وقتی دختر عبود از سفر بازمی‌گردد افسر که سناتور را دستگیر کرده به او اجازه می‌دهد که دقایقی با همسر و دختر خوانده‌اش ملاقات کند.

## بازیگران
- فرامرز قریبیان
- میرمحمد تجدد
- محبوبه بیات
- محمد برسوزیان
- شمسی فضل‌الهی
- حسن رضایی
- آتنه فقیه نصیری
- نرسی کرکیا
- مجید میرزاییان
- هوشنگ دیبائیان
- سلیم رسولی
- یعقوب راهواره
- علیرضا نائینی
- افسانه خشتی
- آیلین نوژاد
- خسرو زنگباری
- حسین رضاپور
- امید عزیزی
- داراب آقاسی زاده
- یعقوب غفارنژاد
- اکبر قلی‌نیا
- شعبان پورحقیقت
- اسماعیل بهجتی مقدم
- فرخنده عطریان
- میترا خرسندی
- ملیحه خرسندی
- عباس قاسمی
- امید مغربی
- ابراهیم زیدی